# Vadiče
Vadiče so naselje v Občini Tržič.